# Strekov
Strekov é um município da Eslováquia, situado no distrito de Nové Zámky, na região de Nitra. Tem 41,05 km² de área e sua população em 2018 foi estimada em 1.962 habitantes.

## Demografia
| Ano:        | 1994 | 2004   | 2014    | 2024   |
| ----------- | ---- | ------ | ------- | ------ |
| Broj ljudi: | 2327 | 2216   | 1989    | 1872   |
| Razlika:    |      | -4,77% | -10,24% | -5,88% |

| Ano:               | 2023 | 2024   |
| ------------------ | ---- | ------ |
| Número de pessoas: | 1891 | 1872   |
| Diferença:         |      | -1,00% |